# The Himalaya Drug Company
The Himalaya Drug Company ist ein indisches Unternehmen mit Sitz in Bengaluru, Karnataka. Das Unternehmen beschäftigt ca. 3000 Menschen und hat einen Umsatz von 252 $ Millionen.

## Geschichte
Das Unternehmen wurde 1930 von Mohammad Manal gegründet, um die früher in natürlicher Form verwendeten Wurzeln und Kräuterprodukte zu vermarkten. Heute hat das Unternehmen Niederlassungen auf der ganzen Welt, darunter in Indien, den USA, Südafrika und anderen Ländern in Europa, dem Nahen Osten und Asien. Nach einer Umfirmierung ist die Himalaya Global Holdings Ltd. (HGH) die Muttergesellschaft von The Himalaya Drug Company.

## Produkte
Die Produktpalette umfasst Pharmazeutika, Körperpflege-, Babypflege-, Ernährungsprodukte und Produkte für die Tiergesundheit. Das Unternehmen verkauft seine Produkte unter verschiedenen Marken in 106 Ländern.